# Emilio Bussi
Emilio Bussi (* 13. April 1904 in Rovigo; † 14. November 1997 in Rom) war ein italienischer Rechtshistoriker.

## Leben
Er studierte von 1922 bis 1926 Rechtswissenschaft in Modena. Er habilitierte sich 1933 in Mailand für italienische Rechtsgeschichte. Ab 1940 war er außerordentlicher, ab 1943 ordentlicher Professor für italienische Rechtsgeschichte in Cagliari. Von 1958 bis zu seiner Emeritierung 1974 lehrte er als Ordinarius für italienische Rechtsgeschichte der Universität Modena.

## Schriften (Auswahl)
- Stato e amministrazione nel pensiero di Carl Gottlieb Svarez. precettore di Federico Guglielmo III di Prussia. Milano 1966, OCLC 16879631.
- Diritto e politica in Germania nel XVIII secolo. Milano 1971, OCLC 797107611.
- Esperienze e prospettive. Saggi di storia politica e giuridica. Modena 1976, OCLC 180372958.
- Evoluzione storica dei tipi di stato. Milano 2002, ISBN 88-14-09593-0.